# لاین کورپوریشن
ابرشرکت لاین، (انگلیسی: Line Corporation) ابرشرکت فناوری ژاپنی است، که در زمینه ارائه خدمات شبکه‌های اجتماعی، پورتال وب و وب‌نوشت، خدمات اینترنتی و تولید نرم‌افزارهای کاربردی فعالیت می‌کند. این ابرشرکت مالک و گرداننده نرم‌افزار لاین می‌باشد.
ابرشرکت لاین در سال ۲۰۰۰ تأسیس شد. دفتر مرکزی این ابرشرکت در شهر توکیو، ژاپن قرار دارد و بخشی از سهام آن در بازارهای بورس کره و بورس نیویورک معامله می‌شود. بیشتر سهام ابرشرکت لاین در اختیار ابرشرکت کره‌ای ناور می‌باشد.